# Livlægens Besøg
Livlægens Besøg er en opera af Bo Holten, der havde urpremiere på Det Kongelige Teater i sæson 08/09.
Operaen er baseret på en roman af samme navn, skrevet af den svenske forfatter Per Olov Enquist i 2001.
"Livlægens besøg" er romanen om den tyske læge Struensee, der som livlæge og fortrolig for den sindssyge konge Christian VII befinder sig i og udnytter det magtens tomrum, situationen omkring den uduelige enevoldskonge skaber.

## Roller
- Caroline Matilde – sunget af Elisabeth Jansson
- Kong Christian VII – sunget af Gert-Henning Jensen
- Johann Friedrich Struensee – sunget af Johan Reuter